# Мостарт, Франс
Франс Мостарт (нидерл. Frans Mostaert; 1528—1560) — фламандский живописец эпохи Северного Возрождения, пейзажист.

## Биография

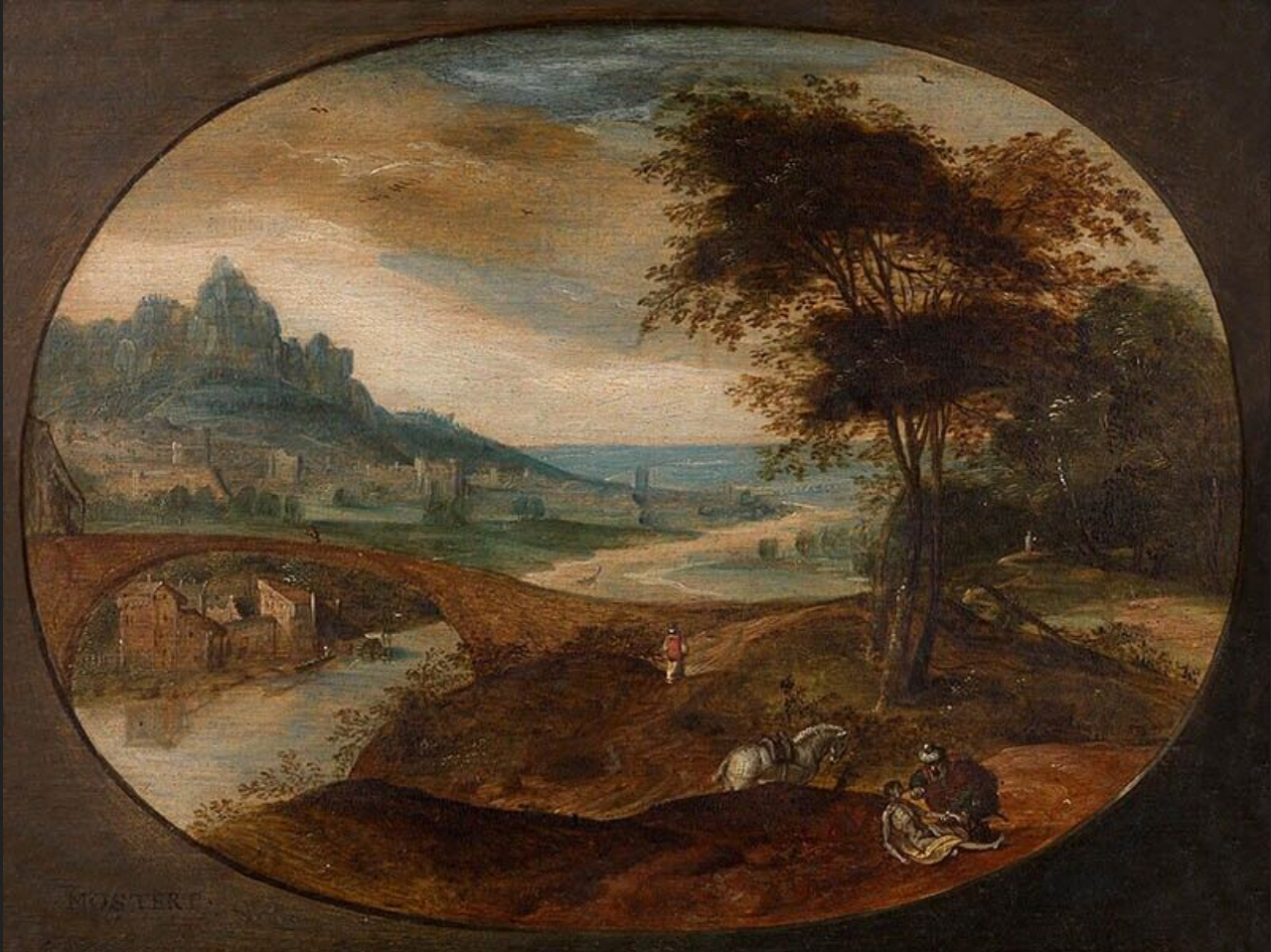
Пейзаж с добрым самаритянином. Между 1554 и 1598 гг. Дерево, масло. Королевский музей изящных искусств, Антверпен

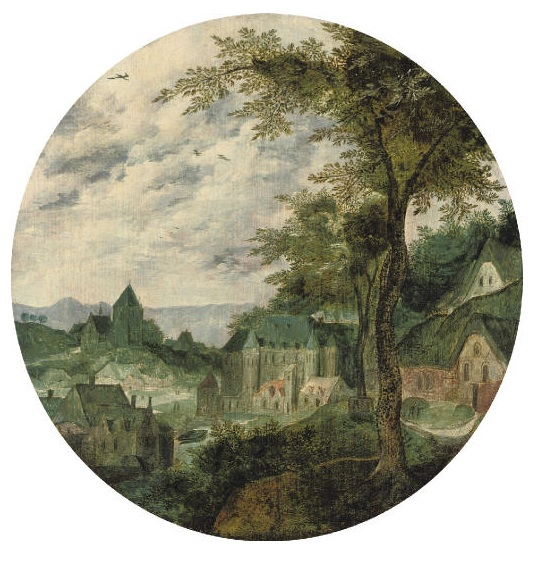
Ф. Мостарт (?). Речной пейзаж с городом, дворцом и церковью. Между 1554 и 1598 гг. Дерево, масло. Частное собрание

Франс Мостарт родился в Хюлсте. Карел ван Мандер в «Книге о художниках» (1604) утверждал, что Франс Мостарт был сыном художника, братом-близнецом живописца Гиллиса Мостарта и внуком художника Яна Мостарта. В то время как его брат Гиллис изучал пейзажную живопись у Яна Мандейна, Франс стал учеником живописца Херри мет де Блеса.
В 1555 году Франс вместе с братом Гиллисом вступил в антверпенскую Гильдию Святого Луки. Впрочем, согласно некоторым источникам, Франс Мостарт стал членом гильдии ранее, в 1553 году.
Франс Мостарт был учителем Яна Соэнса, Адриана Реббенса и Бартоломеуса Спрангера. Он умер во время эпидемии чумы в Антверпене, после того как его новый ученик Бартоломеус Спрангер пробыл с ним всего несколько недель.
Франс Мостарт умер молодым. Хотя Мостарт не учился у Иоахима Патинира, его картины часто сравнивают с пейзажами этого фламандского художника. Все известные работы Франса Мостарта — пейзажи. Лишь очень немногие из его работ сохранились, и только одна подписана. Это картина «Пейзаж с добрым самаритянином» в Королевском музее изящных искусств Антверпена. Вторая работа, которую традиционно приписывают Франсу Мостарту, находилась в Старой пинакотеке в Мюнхене. 14 ноября 2007 года в Амстердаме на аукционе Кристис была продана картина «Речной пейзаж с городом, дворцом и церковью», которую приписали Франсу Мостарту на основании её сходства по стилю и технике с композициями, найденными в музеях.